# John Baildon

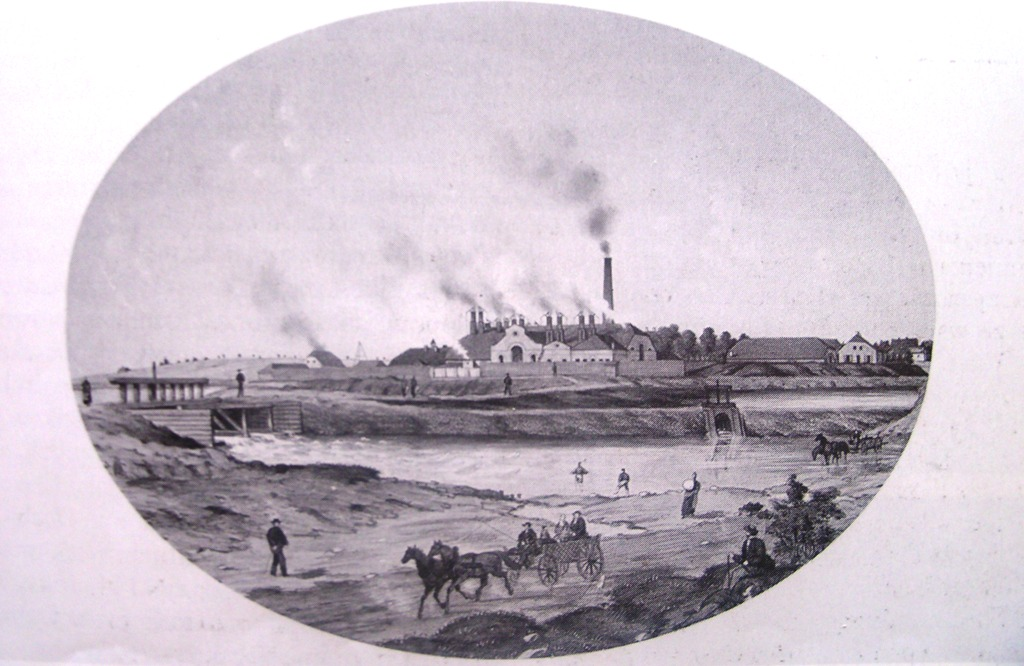
Pudlingarnia Johna Baildona na litografii z połowy XIX wieku (późniejsza huta „Baildon” w Katowicach)

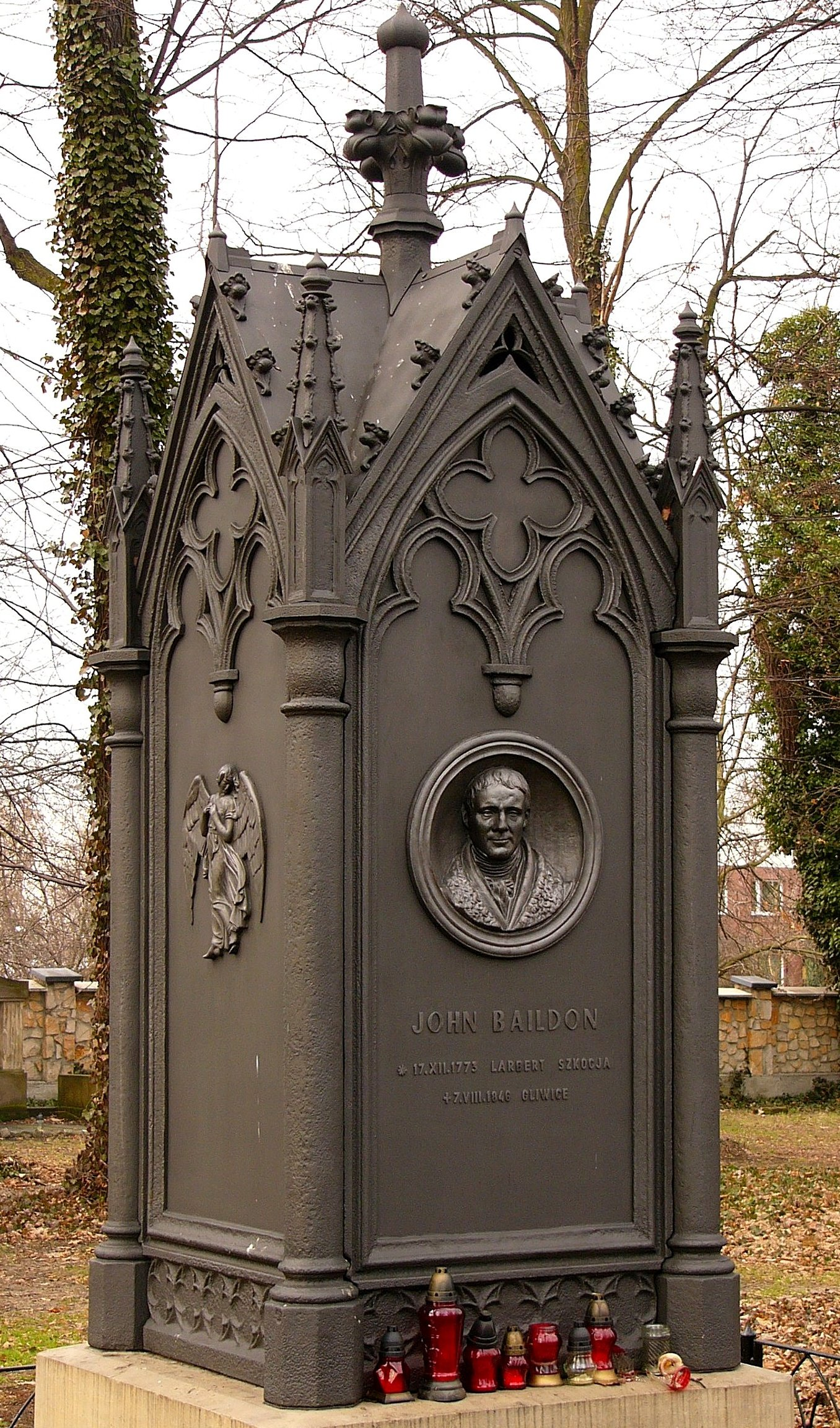
Grób Johna Baildona na cmentarzu hutniczym w Gliwicach

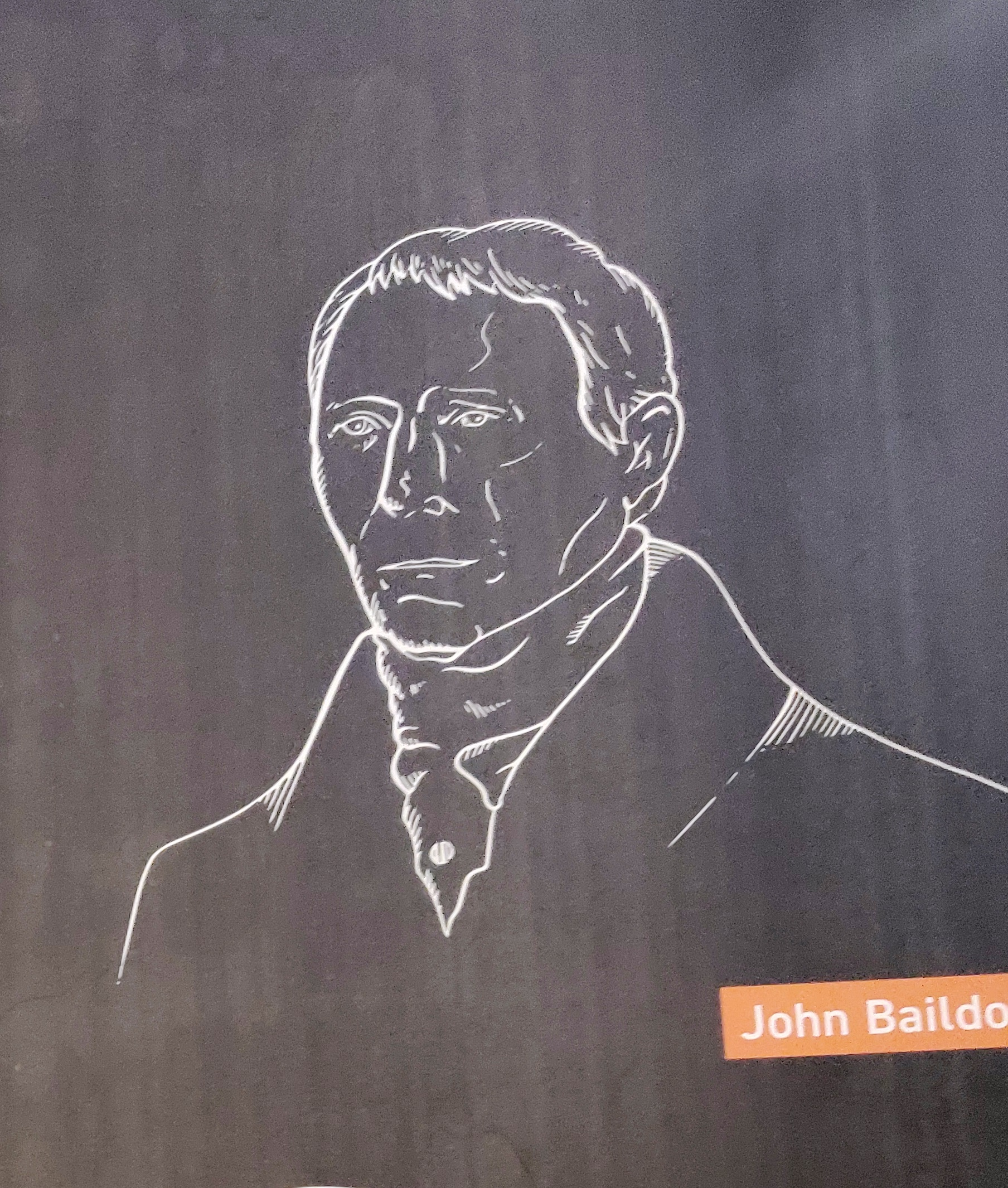
Podobizna Baildona na wystawie w Muzeum Hutnictwa w Chorzowie

John Baildon (ur. 11 grudnia 1772 w Larbert, Szkocja, zm. 7 sierpnia 1846 w Gliwicach) – hutnik, przemysłowiec, inżynier, uważany za ojca współczesnego hutnictwa żelaza. Całe swoje życie zawodowe związał z Górnym Śląskiem.

## Młodość
Baildonowie byli rodziną o tradycjach hutniczych. Ojciec Johna, William Baildon (1736-1820), wywodził się ze starego rodu Baildonów, który od XII wieku żył w miejscowości Baildon w hrabstwie Yorkshire, niedaleko Bradford – dokładnie nie wiadomo kiedy rodzina przeprowadziła się do Szkocji. Matką była Elisabeth Anderson. John miał trzy siostry i trzech braci.
William Baildon był inżynierem hutnictwa w Zakładach Żelaznych Carron w Szkocji. Młody John studiował mechanikę, hydraulikę oraz rysunek techniczny, a pod kierunkiem ojca zapoznawał się praktycznie z techniką przeróbki rud żelaza i odlewnictwem. W wieku 17 lat poznał Fryderyka von Redena, dyrektora Wyższego Urzędu Górniczego we Wrocławiu, późniejszego pruskiego ministra zajmującego się uprzemysłowieniem Górnego Śląska.

## Na Śląsku
Wiosną 1793 przybył na zaproszenie Friedricha Wilhelma von Redena do Tarnowskich Gór. Pomimo młodego wieku (miał 21 lat) powierzono mu stanowisko doradcy technicznego przy budowie Królewskiej Odlewni Żelaza w Gliwicach, gdyż jego promotorem był John Smeaton (jeden z najwybitniejszych inżynierów tamtych czasów). Główne zadanie Baildona polegało na zaprojektowaniu i nadzorowaniu budowy wielkiego pieca hutniczego opalanego koksem. Zbudowany przez Baildona, według planów Ephraima Ludwiga Abtsa, wielki piec był pierwszym tego typu obiektem na kontynencie europejskim. Po raz pierwszy otrzymano z niego surówkę 10 listopada 1796 r..
W 1795 r. brał udział przy konstruowaniu i nadzorował odlewanie w zakładach hutniczych Mała Panew łuków nośnych do najstarszego na kontynencie europejskim mostu żelaznego, zbudowanego nad Strzegomką w Łażanach na Dolnym Śląsku. Most został otwarty wiosną 1796 r.
W 1799 na podstawie pomysłu von Redena, Baildon i Wedding opracowali projekty techniczne i kosztorysy nowej huty na terenie obecnego Chorzowa, która otrzymała nazwę Królewska Huta (niem. Königshütte). Uruchomiona w 1802 roku była ona najnowocześniejszą hutą ówczesnej Europy. Razem z Redenem zaprojektował Kanał Kłodnicki oraz Główną Kluczową Sztolnię Dziedziczną. Obie te inwestycje miały służyć do transportu drogą wodną węgla z kopalń "Królowa Luiza" w Zabrzu i "Król" w Królewskiej Hucie. Te nowatorskie inwestycje straciły na znaczeniu wraz z otwarciem w 1845 r. linii kolejowej z Wrocławia, przedłużonej w następnym roku do Mysłowic.
W 1801 w spółce z księciem Fryderykiem Ludwikiem Hohenlohe zaprojektował kopalnię węgla kamiennego "Hohenlohe" i hutę żelaza "Hohenlohe" w Wełnowcu. Od 1802 inwestował w hutnictwo na Morawach. W 1804, inwestując własne fundusze, zbudował hutę cynku w Katowicach-Wełnowcu, w której proces technologiczny oparty był na nowatorskich w tym czasie piecach muflowych. Zabytkowa hala pieców muflowych została zburzona w sierpniu 2005.
W 1823 zawiązał spółkę akcyjną z udziałem wyłącznie kapitału mieszczańskiego, która na granicy Katowic, Dębu i Załęża (dzisiaj dzielnic Katowic) zbudowała Hutę Baildon oraz kopalnię Waterloo.
Po śmierci teścia, Franciszka Galli, został właścicielem kopalni węgla kamiennego "Helena" i "Pax" (obie kopalnie już nie istnieją) w Bełku, gdzie miał też majątek ziemski. Następcą Johna Baildona został jego syn Artur Baildon (1822-1909), który w 1852 r. odsprzedał te dobra Antoniemu Gemanderowi.  Baildon nabył też posiadłość w Łubiu, gdzie w 1860 roku jego syn Artur wzniósł dla rodziny okazały pałac.  Na przykościelnym cmentarzu w Łubiu spoczywają członkowie rodziny Johna: żona Helena, syn Artur, wnuk Aleksander (1859-1887) i członkowie kolejnych generacji. Od 1880 r. do rodziny należała również posiadłość w Pogrzebieniu.
Od 2009 jedna z katowickich ulic na osiedlu Dębowe Tarasy nosi jego imię (ulica Johna Baildona w Katowicach).
John Baildon ma swój mural w Katowicach na ścianie bocznej budynku przy ul. Gliwickiej 146; został wykonany staraniem PTTK „Baildon” w Katowicach i odsłonięty 26 czerwca 2021.

## Rodzina
Osiedlił się na stałe w Gliwicach, żeniąc się w 1804 z młodszą o 12 lat córką bogatego włoskiego kupca Heleną Galli (1784-1859). Młoda para zamieszkała w kamienicy na gliwickim rynku, którą Baildon znacznie rozbudował (prawdopodobnie była to kamienica pod nr 17). Mieli siedmioro dzieci, pięciu synów i dwie córki.
Zmarł w wieku 74 lat w 1846 w Gliwicach. Został pochowany na Cmentarzu Hutniczym w Gliwicach. W 2012 nagrobek został odnowiony, i w celu uchronienia go przed złodziejami postawiony na dziedzińcu przed Oddziałem Odlewnictwa Artystycznego Muzeum w Gliwicach. W sierpniu 2012 r., na polecenie Wojewódzkiego Konserwatora Zabytków nagrobek powrócił na grób hutnika.